# 瞿秋白故居
31°46′58″N 119°56′50″E / 31.78278°N 119.94722°E
瞿秋白故居是中国共产党早期领导人之一的瞿秋白的故居，于1996年11月被列为第四批全国重点文物保护单位。现已被扩建后的瞿秋白同志纪念馆融为一体，是江苏省的爱国主义教育基地之一。

## 地址
瞿秋白故居位于中华人民共和国江苏省常州市钟楼区延陵西路188号。可乘公交车B2、B23、39等多条路线至瞿秋白纪念馆站到达

## 介绍
瞿秋白故居原为清光绪年间瞿秋白的叔祖父瞿庚甫捐资修建的私家祠堂，该祠堂共四进，坐北朝南，面积1051平方米。
1912年至1916年间，瞿秋白一家因家贫寄居于此，这里也是瞿秋白在常州的最后居住地。现故居门前悬挂的“瞿秋白同志故居”横匾由茅盾题写；故居内依据当年瞿秋白少年时期的书伴羊牧之回忆，按原状布置。
瞿秋白故居的东面是于1999年瞿秋白诞辰100周年之际所建的瞿秋白纪念馆，馆名“瞿秋白同志纪念馆”由邓小平题写。纪念馆与故居形成一个参观整体，其纪念馆内经过多次翻修、布置以方便游客参观、了解瞿秋白的生平事迹。

## 荣誉
1994年，瞿秋白纪念馆被中国国家文物局命名为全国优秀社会教育基地。
1996年11月，瞿秋白故居被列为第四批全国重点文物保护单位。
2005年，瞿秋白纪念馆被授予全国爱国主义教育示范基地称号。

2015年，瞿秋白纪念馆被命名为江苏省党性教育现场教学基地。 